# Wim Braams
Wilhelmus Theodorus (Wim) Braams (Rotterdam, 25 augustus 1886 – aldaar, 3 juli 1955) was een Nederlandse atleet, die zich manifesteerde op de lange afstand. Hij nam deel aan de Olympische Spelen van 1908 in Londen.

## Biografie
Braams maakte deel uit van de 21 man tellende Nederlandse delegatie voor de Olympische Spelen in Londen van wie er, naast Braams, nog acht lid waren van het in 1895 opgerichte Rotterdamse Pro Patria. Aangezien hij op 24 mei 1908 bij de "Olympische Spelen" in Rotterdam, een selectiewedstrijd voor de echte Spelen, de 5 Engelse mijl had gewonnen en in Haarlem, eveneens bij selectiewedstrijden, de marathon, was Braams voor deze twee onderdelen ingeschreven. Zijn deelname werd echter, zoals van alle Nederlandse deelnemers in Londen, een deceptie. Beide races waaraan hij deelnam, moest hij voortijdig beëindigen, de marathon zelfs al na 4¼ mijl. De hooggespannen verwachtingen, waarmee de Nederlanders naar Londen waren afgereisd, konden in het geheel niet worden waargemaakt. Nederland bleek ver achter te liggen bij de ontwikkelingen in Engeland, Verenigde Staten, Canada, Zweden en Zuid-Afrika.
De vaderlandse pers was na afloop genadeloos in zijn kritiek over het debacle in Londen. Markant was in dit verband de opmerking dat de letters NAU, die de atleten op hun borst droegen (de Atletiekunie had het predicaat Koninklijk toen nog niet verworven), stonden voor 'NA U' vanwege de vele malen dat zij hun tegenstanders moesten laten voorgaan. "Het wordt tijd, dat de Nederlandsche atleten hun bittertje en biertje laten staan", zo schreef men smalend.
Van Wim Braams, die van beroep bankwerker GGB – onderbaas was, zijn verder geen sportieve prestaties van belang bekend.